# Fontaine Coislin
La fontaine Coislin est une fontaine située dans le centre historique de Metz.

## Localisation
L'édifice se trouve sur la place Coislin à 19 rue du Cambout.

## Histoire
La fontaine fut construite en 1733 et s'appuyait sur la caserne Coislin qui n'existe plus. Elle se fit installer contre le Couvent de la Visitation par les Allemands en 1940 et en 1957 elle retrouva sa place initiale, place Coislin.
Une plaque commémorative est posée sur la fontaine pour rappeler aux messins l'action passée de Pierre du Cambout de Coislin de la suppression de la dite charge.
La fontaine Coislin est classée au titre des monuments historiques par arrêté du 28 octobre 1929.